# Alphonse Dupront
Alphonse Dupront (n. 26 decembrie 1905, Condom, Midi-Pyrénées, Franța – d. 16 iunie 1990, Paris, Franța) a fost un istoric francez, specialist în istoria Evului Mediu și a epocii moderne. A fost director al Institutului Francez din București și a fost ales membru post-mortem al Academiei Române (în 2006).